# Conciliación de cuenta bancaria
La conciliación de cuenta bancaria o conciliación bancaria es un proceso que permite confrontar y conciliar los valores económicos que una empresa tiene registrados sobre una cuenta, ya sea corriente o de ahorro, con sus movimientos bancarios, así como clasificar el libro auxiliar de contabilidad para confrontarlo con el extracto. La conciliación bancaria no busca en ningún momento legalizar los errores, ya que es una mecánica que permite identificar las diferencias y sus causas para luego proceder a realizar los respectivos ajustes y conexiones, por lo que para realizarla se emiten documentos claros y muy precisos para uso del ente económico y así llevar en claro un equilibrio del estado de cuenta de dicha empresa.
El proceso de conciliación bancaria no es obligatorio, pero si se realiza correctamente y periódicamente, puede conllevar beneficios para la empresa, como tener la contabilidad al día, mejorar el control de los recursos económicos, tener mayor seguridad frente a una inspección o disponer de información de calidad para la toma de decisiones. Suele hacerse de mes en mes, pero se puede hacer cada menos tiempo si es necesario.
Los bancos envían a sus depositantes, al término de cada mes, un estado de cuentas en el cual hacen constar:
- El estado anterior de la cuenta.
- Los abonos por depósitos y cobros por su cuenta.
- Los cargos por cheques pagados y notas de débitos.
- El saldo que a favor del depositante aparece en los libros del Banco.

Los errores más “típicos” que se pueden detectar mediante la conciliación bancaria son:
- Duplicar un apunte, por lo que el descuadre será del mismo importe que el apunte en cuestión.
- No contabilizar un movimiento, que también dará un descuadre del importe del apunte olvidado.
- Equivocarse al colocar la coma, que produce un descuadre cuyas suma de sus cifras es múltiplo de 9. Por ejemplo, si en vez de 12,40 € ponemos 124,0 €, el descuadre será de 111,60 €. Si sumamos los dígitos 1 + 1 + 1 + 6 = 9.
- Equivocarse con el orden de los dígitos de una cifra, que al igual que el caso anterior, produce un descuadre cuyas cifras suman 9. Por ejemplo, si en vez de 974 € se pone 947 €, la diferencia es de 27 €, y al sumar los dígitos 2 + 7 = 9 (Observación: al igual que en el caso de desplazamiento de coma (ya corregido), parece que la suma de cifras es múltiplo de 9 en lugar de 9 como asegura el artículo. Dejo su corrección para quien pueda demostrarlo.)

Además, existen otras posibilidades de que el descuadre esté causado por un problema bancario, externo a la empresa.
La conciliación bancaria usualmente se divide en dos secciones. La primera comienza con el saldo de efectivo según el estado de cuenta bancario y termina con el saldo ajustado. La segunda se inicia con el saldo de efectivo según los registros del depositante y termina con el saldo ajustado. Los dos saldos de monto ajustado deben ser iguales.
Los siguientes pasos resultan útiles para identificar las partidas de conciliación y determinar el saldo ajustado de efectivo:
1. Compare cada depósito enumerado en el estado de cuenta bancario contra los depósitos no registrados que aparecen en la conciliación del periodo precedente y contra las fichas de depósito u otros registros de depósitos. Sume el saldo de estado de cuenta bancario los depósitos no registrados por el banco.
2. Compare los cheques pagados con los cheques en circulación que aparecen en la conciliación del periodo anterior y contra los cheques registrados. Deduzca el saldo los cheques en circulación que no ha pagado el banco según el estado de cuenta bancario.
3. Compare las notas de crédito bancario contra los asientos de libro diario. El banco podría emitir una nota de crédito por un documento cobrable y los intereses obtenidos por el depositante. Sume las notas de crédito que no se hayan registrado en el saldo, según los registros del depositante.
4. Compare las notas de cargo con los asientos de registro de salidas de efectivo. El banco normalmente emite notas de cargo de servicios e impresión de cheques. El banco también expide notas de cargo por los cheques sin fondos. Un cheque son fondos (sf) es un cheque del cliente que se registró y depósito, pero que no se pagó al momento de presentarlo en el banco del cliente para su pago. Los cheques SF normalmente se cargan de nuevo al cliente como cuenta por cobrar. Reste del saldo, según los registros del depositante, las notas de cargo que no se hayan registrado.
5. Enumere los errores identificados durante los pasos procedentes. Si el depositante ha registrado incorrectamente una cantidad, ésta debe sumarse o retarse del saldo de efectivo que aparece en los registros del depositante. De igual manera, los errores del banco deben sumarse o restarse del saldo de efectivo que aparece en el estado de cuenta bancario.

## Objetivo
Su principal función es determinar las diferencias entre las cuentas similares o corresponsales que existen, después, una vez determinadas, se procede a investigar las causas/motivos de dichas para que éstas puedan ser corregidas y/o solo llegar a tener saldos iguales. Pese a que no es obligatorio de forma directa, debemos tener en cuenta que es imprescindible para realizar dos procesos legales: tanto para presentar los impuestos trimestrales, como para la elaboración de las cuentas anuales, es necesario realizar una buena conciliación bancaria. Es decir, no es solo una herramienta de control empresarial, sino también es exigida por Hacienda. En lo que a gestión respecta, conciliar bancos permite tener un control de recursos, de pagos y cobros estricto, y deja la empresa preparada para una posible inspección.
Para realizarlo se utilizan los siguientes métodos: 
- Conciliación aritmética: Ésta es una comprobación matemática para hacer que dos saldos que se van a comparar entre ellos coincidan, detectando las partidas que tengan diferencias para investigarlas posteriormente.

Esta conciliación se realiza punteando las partidas que se corresponden a fin de determinar las diferencias por falta de puntes de las partidas que no están correspondidas.
Las diferencias pueden ser de los siguientes tipos: nuestros cargos no correspondidos, nuestros abonos no correspondidos, sus cargos no correspondidos y sus abonos no correspondidos. Además, existen dos fórmulas para realizarla, las cuales son: 
1. Saldo según nuestros libros más (+) nuestros abonos no correspondidos (+) sus abonos no correspondidos menos (-) nuestros cargos no correspondidos (-) sus cargos no correspondidos es igual (=) al saldo del corresponsal.
2. Saldo según el corresponsal más (+) nuestros cargos no correspondidos (+) sus cargos no correspondidos menos (-) nuestros abonos no correspondidos (-) sus abonos no correspondidos es igual (=) al saldo según nuestros libros.

- Conciliación contable: Después de realizar la conciliación aritmética se procede a realizar la conciliación contable que consiste en hacer un estudio de las partidas que forman la conciliación aritmética con el objetivo de determinar si es a la empresa o al corresponsal, (por ejemplo un banco) a quien le corresponde corregir los errores o hacer los ajustes necesarios. Es por eso que se investigan los motivos de las diferencias que forman la conciliación.

## Presentación
| Saldo según nuestros libros.                                         |
| -------------------------------------------------------------------- |
| Más:                                                                 |
| - Nuestros abonos no correspondidos. - Sus abonos no correspondidos. |
| Menos:                                                               |
| - Nuestros cargos no correspondidos. - Sus cargos no correspondidos. |
| Saldo del corresponsal.                                              |

| Saldo según el corresponsal.                                         |
| -------------------------------------------------------------------- |
| Más:                                                                 |
| - Nuestros cargos no correspondidos. - Sus cargos no correspondidos. |
| Menos:                                                               |
| - Nuestros abonos no correspondidos. - Sus abonos no correspondidos. |
| Saldo según nuestros libros.                                         |

## Ejemplo
| Fecha      | Concepto                 | Cargo    | Abono    | Saldo     |
| ---------- | ------------------------ | -------- | -------- | --------- |
| 2-febrero  | Apertura.                |          | 75.000 € | 75.000 €  |
| 6-febrero  | Depósito.                |          | 50.000 € | 125.000 € |
| 9-febrero  | Cheque 101.              | 40.000 € |          | 85.000 €  |
| 9-febrero  | Depósito.                |          | 20.000 € | 105.000 € |
| 13-febrero | Cheque 102.              | 23.000 € |          | 82.000 €  |
| 13-febrero | Cheque 103.              | 10.000 € |          | 72.000 €  |
| 13-febrero | Depósito.                |          | 11.000 € | 83.000 €  |
| 16-febrero | Cheque 104.              | 5.550 €  |          | 77.450-   |
| 16-febrero | Comisión.                | 200 €    |          | 77.250 €  |
| 16-febrero | Impuesto sobre comisión. | 32 €     |          | 77.218 €  |
| 27-febrero | Cheque 105               | 30.000.  |          | 47.218 €  |
| 28-febrero | Depósito.                |          | 12.300 € | 59.518 €  |

*Nota: Todo aquel número que se encuentra subrayado es porque no coincide con la otra tabla y por lo tanto, se debe de realizar una conciliación bancaria. 
| Fecha      | Concepto               | Cargo    | Abono    | Saldo     |
| ---------- | ---------------------- | -------- | -------- | --------- |
| 2-febrero  | Depósito por apertura. | 75.000 € |          | 75.000 €  |
| 6-febrero  | Depósito.              | 50.000 € |          | 125.000 € |
| 6-febrero  | Cheque 101.            |          | 40.000 € | 85.000 €  |
| 9-febrero  | Depósito.              | 20.000 € |          | 105.000 € |
| 10-febrero | Cheque 102.            |          | 23.000 € | 82.000 €  |
| 10-febrero | Cheque 103.            |          | 10.000 € | 72.000 €  |
| 13-febrero | Depósito.              | 11.100 € |          | 83.100 €  |
| 16-febrero | Cheque 104.            |          | 5.850 €  | 77.250 €  |
| 27-febrero | Cheque 105.            |          | 30.000 € | 47.250 €  |
| 28-febrero | Depósito.              | 12.500 € |          | 59.750 €  |
| 28-febrero | Cheque 106.            |          | 20.000 € | 39.750 €  |